# Nanoschiuma di carbonio
La nanoschiuma di carbonio è una forma allotropica del carbonio scoperta nel 1997 dal gruppo di ricerca coordinato da Andrei V. Rode alla Università Nazionale Australiana di Canberra. Consiste in una struttura formata dall'unione di atomi di carbonio legati insieme a formare una intelaiatura tridimensionale a strati. La nanoschiuma di carbonio possiede densità molto bassa che può raggiungere i 2 mg/cm3 (densità paragonabile a quella degli aerogel di silice) e area superficiale di 300–400 m2/g.
La struttura è rappresentata da cluster di dimensioni di circa 6-9 nm, formati dall'unione all'incirca di 4.000 atomi di carbonio legati fra loro a formare una struttura a strati simile a quella della grafite ma che assume curvatura "a sella" (negativa) per la presenza di formazioni eptagonali all'interno di un modello esagonale regolare. Questa situazione rappresenta l'opposto di quanto osservato nel caso del fullerene C60, in cui gli strati di carbonio subiscono una curvatura positiva originando una struttura sferica pentagonale.
La nanoschiuma di carbonio viene prodotta per ablazione con laser ultrapulsato della grafite o del carbonio vetroso in atmosfera di gas inerte (es. argon). In queste condizioni vengono raggiunte temperature di 10.000 °C che vaporizzano le particelle di carbonio, che una volta sottoposte a successivo raffreddamento formeranno i cluster e la nanoschiuma porosa.
Contrariamente all'aerogel di carbonio è uno scarso conduttore elettrico. A causa della presenza di elettroni spaiati, dovuti a difetti topologici e di valenza, la nanoschiuma mostra proprietà paramagnetiche e al di sotto di -183 °C (punto di Curie) diviene ferromagnetica. Tra i possibili usi ne è stato suggerito quello per l'immagazzinamento dell'idrogeno da sfruttare in pile a combustibile  e quelli in campo medico per aumentare la risoluzione dell'imaging a risonanza magnetica o nel trattamento anticancro per produrre una localizzazione del calore nella sede del tumore.